# 4CAPS
4CAPS (Sistema de producción basado en activación concurrente restringida por capacidad cortical) es una arquitectura cognitiva desarrollada por Marcel A. Just y Sashank Varma en la Universidad Carnegie Mellon . Es el sucesor de las arquitecturas cognitivas CAPS y 3CAPS.

## Descripción general y suposiciones
En 4CAPS, los cálculos se distribuyen y equilibran dinámicamente entre centros de procesamiento independientes. Al igual que en otras arquitecturas cognitivas (p. ej., ACT-R ), estos centros de procesamiento se han identificado con regiones corticales correspondientes en el cerebro humano. La realización de tareas específicas, como leer o conducir, requiere la contribución simultánea de muchas de esas regiones.En particular, 4CAPS se diferencia de otras arquitecturas por su énfasis en las restricciones de capacidad (es decir, poder computacional limitado) y la colaboración dinámica entre diferentes centros. En particular, según Just y Varma, 4CAPS se basa en cuatro supuestos característicos:
1. Cada área cortical puede realizar múltiples funciones cognitivas.
2. Cada área cortical tiene una capacidad limitada de recursos computacionales.
3. La red cortical de regiones que es responsable de llevar a cabo una tarea particular cambia dinámicamente a medida que se saturan los recursos de capacidad de las regiones.
4. Las comunicaciones entre regiones corticales también están sujetas a restricciones específicas, similares a las limitaciones de ancho de banda a lo largo de los canales de información.

## Implementación y Aplicaciones
Al igual que otras arquitecturas cognitivas (como ACT-R, EPIC y Soar ), 4CAPS se implementa como un sistema de producción . Está escrito en el lenguaje de programación Common Lisp . Este sistema se ha utilizado para crear modelos computacionales para una variedad de fenómenos, especialmente en el campo de la neurociencia cognitiva. En particular, los modelos 4CAPS se han creado y utilizado para ajustar datos de imagen y comportamiento para tareas como la Torre de Londres, rotación mental, y doble tarea.